# Orde van de Koninklijke Familie van Patiala
De Orde van de Koninklijke Familie van Patiala  ("Nishan-i-Phul") is een ridderorde van de indertijd machtige Indiase vorstenstaat Patiala. De ridderorde werd ingesteld door Z.H. Luitenant-generaal Farzand-i-Khas-i-Dalaut-i-Inglishia Mansur-i-Zaman Amir-ul-Umra Maharajadhiraja Rajeshwar Sri Mahera-i-Rajagan Bhupendra Singh, Maharadja van Patiala, de feodale heerser van het vorstendom Patiala.

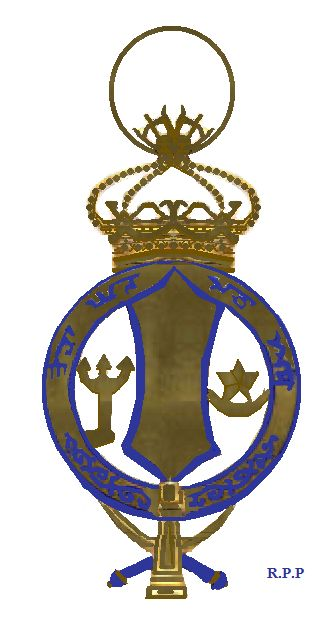
Kleinood

- Het kleinood[1] is bijzonder kostbaar en verfijnd. Het is in de stijl van de art deco gesmeed en met ongeveer honderd diamanten en zeven robijnen ingezet. Het is een tweebladige dolk of "khanda" boven twee kleine kromzwaarden of "kirpans". Onder de wapens ligt een met diamantjes gezoomde blauwe ring of chakram met het motto "TERA GHARU MERA ASAY" (Gurmukhi voor "Uw huis is mijn toevluchtsoord"). In de open ruimte zijn een drietand en een davidster, beiden met diamanten versierd, geplaatst. Als verhoging is een met diamanten en robijnen versierde kroon aangebracht.

De kirpan en de khanda, wapens van Perzische oorsprong, zijn van groot symbolisch belang voor de Sikhs. De mannen zien zich als "Sarab-loh" of "mannen geheel van staal waarmee wordt aangeduid dat zij altijd gewapend en altijd weerbaar zijn. De grote Guru Guru Gobind Singh gebruikte de tweebladige khanda om jonge rekruten tot soldaten te maken in een inwijdingsrite. De chakram is een scherpe ronde discus die als werpwapen dient.
- De orde heeft een grote[2] op de borst gedragen ster; een op de borst gedragen gouden blauw geëmailleerde twintigpuntige ster waarbij de stralen gouden dolken met blauwe lemmets zijn. Op de rode ring zijn met diamanten versierde symbolen van de islam, het hindoeïsme en een koningskroon aangebracht. In het midden is een medaillon waarop het motto "TERA GHARU MERA ASAY" is aangebracht.

Er zijn ook kleinoden zonder edelstenen bekend. De Maharajah liet de versierselen maken bij de Britse hofjuweliers Mrs. Garrard & Co., Calcutta & London. Ze werden waarschijnlijk in Londen gemaakt, maar op veilingen worden kleinoden in leren doosjes met de opdruk "Calcutta" aangeboden.
Het lint is blauw met gouden strepen.
Er is een keten bekend bestaande uit vierentwintig gekruiste kirpans met ster en halvemaan, twaalf blauw geëmailleerde gouden bloemen en tien gouden medaillons met daarop een dolk. De keten komt in een diamanten en robijnen kroon bij elkaar.
De onderscheiding, mogelijk een huisorde, werd spaarzaam uitgereikt. Er zijn veertien sterren bekend.De vorsten hebben ook eenvoudiger versierselen voor bijzondere gelegenheden en insignes die aan een klein lint op de borst konden worden gedragen laten maken.
De onderscheiding werd niet aan Britten uitgereikt. De Britse bestuurders van de Raj mochten geen geschenken en zeker geen ridderorden aannemen van de quasi onafhankelijke Indiase vorsten. De vorsten stonden bekend om hun enorme rijkdom maar zij werden door de ambtenaren van de Britse onderkoning scherp in de gaten gehouden. De regering maakte bezwaar tegen het bestaan van ridderorden in de vorstenstaten, maar zij zag het bestaan ervan door de vingers zolang er geen Britten in die ridderorden werden opgenomen. In een enkel geval heeft men gesanctioneerd dat een politieman een medaille van een inlandse vorst ontving.
In 1947 werden de vorsten gedwongen om hun staten deel te laten uitmaken van de republiek India. In de "actie polo" greep het Indiase leger in opdracht van Nehru de macht in de zelfstandige rijken als Haiderapur en Patiala. De vorsten kregen een pensioen en zij bleven enige tijd een ceremoniële rol spelen. Hun ridderorden mochten niet worden gedragen in India, maar voor zover het om gebruik binnen de familie en het hof ging werd het dragen van de orden van een maharadja door de vingers gezien.

## De geschiedenis van Chaudari Phul
De stamvader van de dynastie, Chaudari Phul werd in 1629 geboren. Volgens een legende begeleidde hij zijn vader bij een bedevaart naar de zesde Guru van de Sikhs. De Guru, Hargobind, zag dat de jongen zijn buik krabde om aan te geven dat hij hongerig was. In zijn zegen sprak de guru de woorden "Hij zal niet alleen zijn eigen honger stillen maar ook vele anderen voeden. Zijn paarden zal hij drenken in de rivieren Sutlej en Yamuna”.
Phul verwekte zeven zonen. Van de oudste zoon stammen de heersers van Nabha en Jind. De tweede zoon vestigde de dynastie in Patiala.